# 여산 동헌의 느티나무
여산 동헌의 느티나무(礪山 東軒의 느티나무)는 대한민국 전북특별자치도 익산시 여산면, 여산 동헌에 있는 느티나무이다. 2002년 8월 2일 전라북도의 기념물 제116호로 지정되었다.

## 개요
여산 동헌에는 동헌 앞쪽 담장 밖의 경사지를 따라 느티나무 4주, 팽나무 1주, 가죽나무 1주 등이 분포하고 있는데, 그 중 동헌 서쪽의 나무가 가장 크고 수관 생육상태가 가장 좋다.
느티나무의 수령은 600년, 흉고둘레는 4.2m, 수고는 26.8m, 수세는 원줄기에 4가지가 남동∼북서 방향으로 26.8m, 남서∼북동 방향으로 22.2m로 뻗어 있어 양호한 수관을 형성하고 있다.

## 현지 안내문
이 느티나무의 유래에 대한 기록이 남아 있지 않아 정확한 내용은 알 수 없다. 다만 여산동헌과 주변에 7주의 대형 느티나무가 집중 분포되어 있음에 따라 동헌의 설치와 어느 정도 연관이 있을 것으로 추정할 뿐이다.
여산은 전주에 속해 있다가 공양왕 3년(1391) 감무를 두고 낭산과 공촌, 파제 두 부곡의 권농사까지 겸임하였고, 조선 태종 2년(1402)에 여산현이라 하고, 세종 18년(1436)에는 원경왕후의 외향이라 하여 군으로 승격되었다고 함으로 조선 태종대에서 세종대에 동헌이 설치되는 과정에서 식재되었을 것으로 보여 수령은 600년 정도로 추정된다. 나무의 흉고 둘레는 4.5m, 높이는 22m이다.

## 같이 보기
- 여산 동헌 (전라북도 기념물 제93호)

## 참고 자료
- 여산동헌의느티나무 - 국가유산청 국가유산포털